# Eduard Knobel
Eduard Knobel (* 6. März 1801 in London; † 4. Oktober 1870 in St. Louis) war ein deutscher Montanindustrieller und Unternehmer in Bergisch Gladbach.

## Leben
Es ist nicht bekannt, wann und wie Knobel nach Deutschland kam. In den 1830er Jahren ließ Knobel das Anwesen der alten Wasserburg am Lerbach im klassizistischen Stil umbauen. 1834 erwarb Knobel den gesamten Gutsbesitz von Haus Lerbach. Später (das genaue Datum ist nicht bekannt) erbte es der Neffe von Anna Zanders Hermann von Siemens; seither sind Gut und Schloss im Besitz der Familie von Siemens. 1836 gründete Knobel mit Amalia Dümmler 1836 in zweiter Ehe eine Familie, aus der acht Kinder hervorgingen. Knobel gehörte zu den Pionieren, die in der Frühphase der Industrialisierung die wirtschaftliche Entwicklung in Bergisch Gladbach vorangetrieben haben. 1850 hat er die angehende Stadt wieder verlassen. Wohin er ging, ist nicht bekannt.

## Unternehmertätigkeiten
Nach dem Tod von Johann Wilhelm Zanders verpachtete seine Witwe Julie Zanders von 1836 bis 1848 die Papiermühle Schnabelsmühle an Knobel und seinen Partner Ferdinand Wachendorff. Als Handlungsberechtigter der Gewerkschaft Britannia war er 1846 am Bau und Betrieb der Britanniahütte beteiligt. Im Auftrag der vorerwähnten Gewerkschaft erwarb er Mutscheine, die für ihn die Verleihung der Bergwerke Grube Albert, Grube Bertha, Grube Eduard & Amalia, Grube Glückzu, Grube Jungfrau, Grube Selma und Grube Verzögerung zur Folge hatten.